# 張籍
張 籍（ちょう せき、766年? - 830年?）は、中国唐代中期の詩人。字は文昌。官にちなみ張司業とも。本貫は呉郡呉県。

## 略歴
和州烏江県（現在の安徽省馬鞍山市和県）に生まれた。799年に進士となる。寒門出身のためあまり出世ができず、秘書郎・水部員外郎・主客郎中を経て、師友の韓愈の推薦があり国子博士から国子司業に至った。

## 詩人としての彼
賈島・孟郊などと唱和して古詩をよくし、盟友の王建とともに七言楽府に優れた作品を発表して「張王」と併称された。名詩人になろうとして、杜甫の詩集を焼いてその灰に膏蜜を混ぜて飲んだという逸話がある。表現は平易だが、世相の矛盾を指摘することは鋭く、白居易から「挙世（いまのよ）には其の倫（たぐい）少なし」と評せられ、後輩の姚合より「古風は敵手なく、新語は是れ人ぞ知る」と称えられた。中唐楽府運動の重要な担い手であり、白居易・元稹とともに「元和体」を形成した。『張司業詩集』8巻がある。
| 節婦吟         |                                        |
| 君知妾有夫     | 君知る 妾に夫有るを                    |
| 贈妾雙明珠     | 妾に贈る双明珠                         |
| 感君纏綿意     | 君が纏綿の意に感じ                     |
| 繋在紅羅襦     | 繋けて紅羅襦に在り                     |
| 妾家高楼連苑起 | 妾が家の高楼苑に連なって起る           |
| 良人執戟明光裏 | 良人執戟 明光の裏（うち）              |
| 知君用心如日月 | 知る君 用心は日月の如し                |
| 事夫誓擬同生死 | 夫に事えて誓って生死を同じうせんと擬す |
| 還君明珠雙涙垂 | 君に明珠を還して双涙垂る               |
| 何不相逢未嫁時 | 何ぞ未だ嫁せざる時に相逢わざる         |